# Art mozarabe

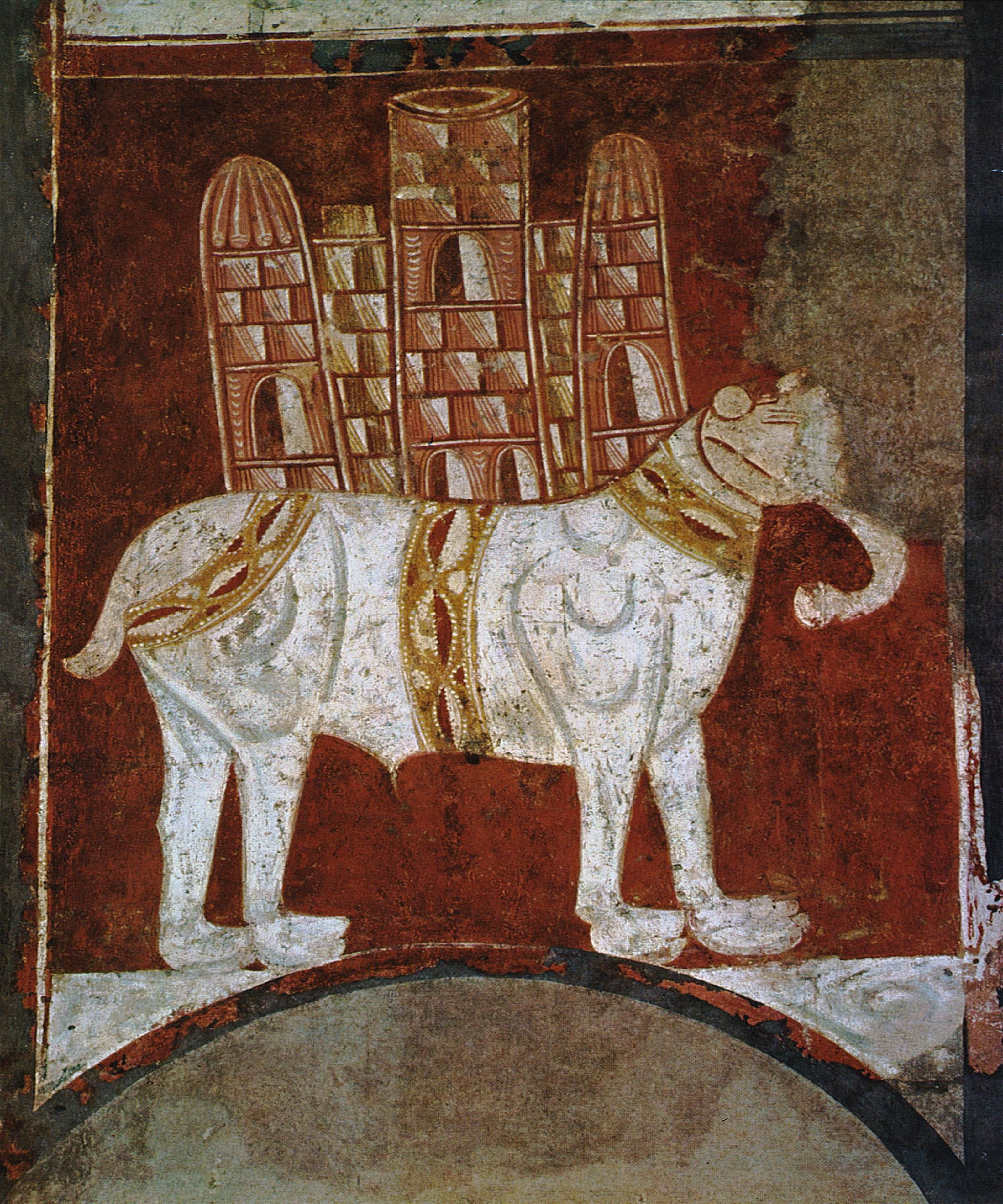
Tempera pré-romane mozarabe d'un éléphant de combat. XIe siècle.

L'art mozarabe se réfère à l'art développé par les mozarabes, c'est-à-dire les chrétiens de la péninsule ibérique de langue arabe qui vivaient en territoire musulman du début de la conquête musulmane (711) jusqu'à la fin du XIe siècle, période pendant laquelle ils conservent leur religion, une certaine autonomie ecclésiastique et judiciaire.
L'art de la période précédente s'étend jusqu'au VIIIe siècle et est essentiellement un art wisigoth dont les mozarabes sont les héritiers. La période suivante est connue sous le terme art de repeuplement en Espagne et est développée sur les terres conquises par les chrétiens sur les musulmans. 
L'art mozarabe se développe donc sur une durée d'un peu plus de deux siècles, durant laquelle peu de nouvelles églises furent construites, et qui laisse d'autant moins de témoignages que le rite et la liturgie mozarabe de Saint Isidore sont remplacés sans ménagement par le rite catholique romain sous l'influence de l'Abbaye de Cluny. Sous son influence, la conquête catholique détruit ou remodèle l'essentiel de la production mozarabe.
Le faible nombre de témoignages, la difficulté à différencier les différentes époques fait de l'art mozarabe un concept limité.

## Historique
Outre l'arabe, la plupart des Mozarabes parlait une langue romane, la langue mozarabe, qui était transcrit en caractères arabes (aljamiado). Leur liturgie était celle de Saint Isidore.
L’art mozarabe témoigna de ce mélange, avec un style islamique mais des thèmes qui restèrent chrétiens. Les influences de l'art des musulmans se ressentaient particulièrement dans l'utilisation des entrelacs végétaux, taillés dans le stuc pour décorer une architecture, par exemple.
Les communautés de Mozarabes ont maintenu pour la pratique de leurs rites religieux quelques églises wisigothes antérieures à la période musulmane, et en ont rarement construit de nouvelles. Bien qu'il existe une certaine tolérance religieuse, les autorisations étaient très limitées pour élever de nouvelles églises. En tout cas, celles-ci ont été levées dans le milieu rural ou dans les faubourgs urbains, et toujours de qualité modeste.
Quand les conditions de vie en Espagne musulmane ont été rendues moins supportables, alors que les royaumes chrétiens du nord de la péninsule entamaient leur expansion territoriale et ont fait appel à des populations pour repeupler les terres conquises, certains Mozarabes ont choisi d'émigrer vers les territoires qu'on leur offrait. Leur culture hispano-wisigothe primitive avait subi des influences musulmanes et on peut supposer qu'ils apportaient aux royaumes chrétiens récents des éléments innovateurs dans tous les domaines. Il ne semble néanmoins pas raisonnable de leur attribuer toute l'initiative artistique menée à bien dans les royaumes du nord durant le Xe siècle.

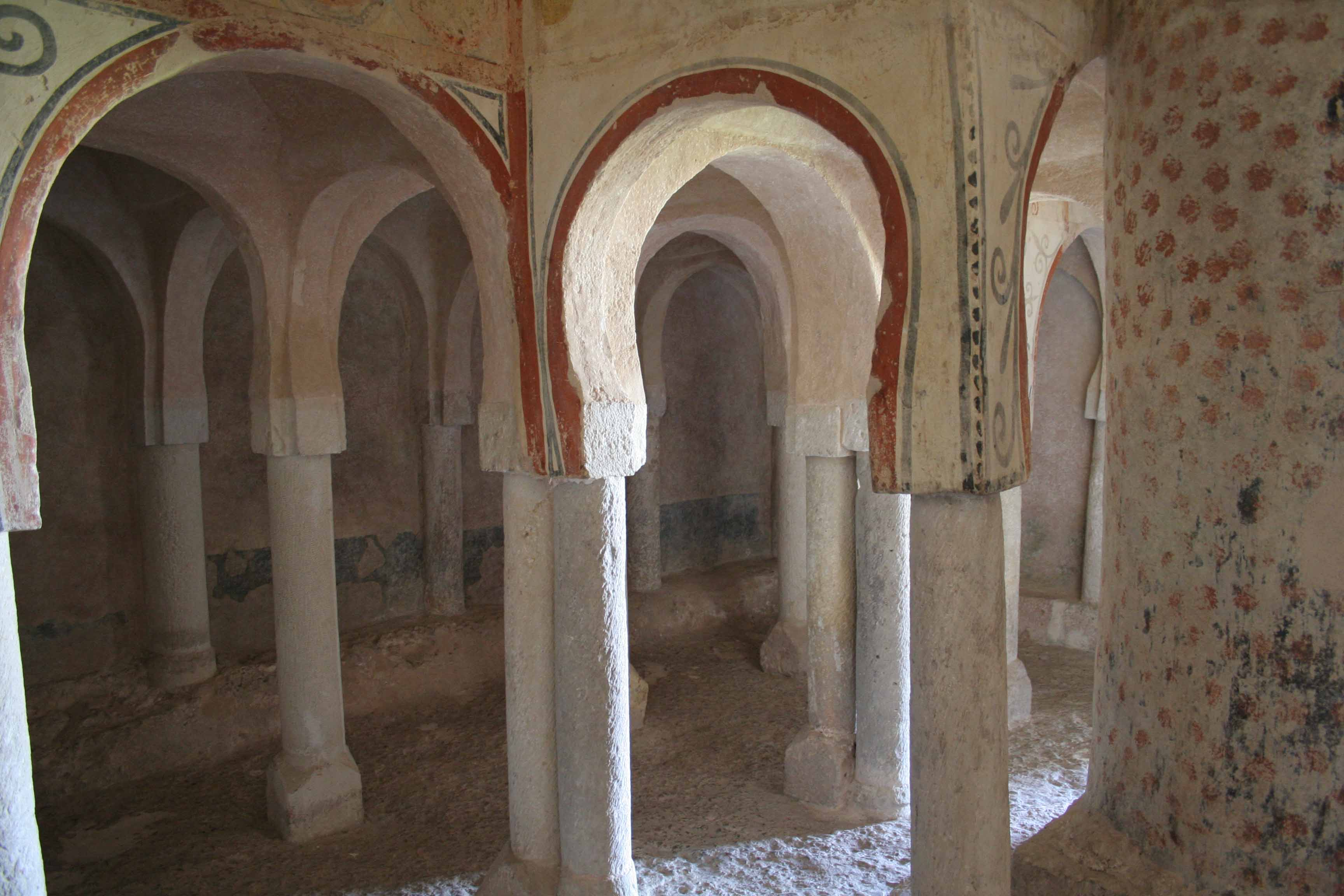
Tribuna. San Baudelio de Berlanga, Caltojar, Soria, Espagne

La première phase du processus artistique qui est comprise généralement dans le vaste concept de l’art préroman et qui correspond à l'art hispano-wisigoth. On entame en Espagne chrétienne un autre courant stylistique, héritier dans beaucoup d'aspects du précédent, qui est connu comme art asturien et qui est identifié avec les réalisations artistiques qui se sont produites pendant le IXe siècle dans les « noyaux de résistance », concrètement dans les territoires qui ont formé le royaume des Asturies. L'activité artistique, en général, et architectonique n'a pas été réduite, spécialement, à cette zone ni à ce siècle, mais a compris tout le nord péninsulaire et a continué pendant le siècle suivant.
Le déplacement de la frontière au bassin du Duero a promu la construction de nouvelles églises, œuvres dans lesquelles se concentrait toute la capacité artistique disponible, s’adaptant aux nécessités du repeuplement. Les royaumes septentrionaux puissants étaient dans des conditions d'aborder cette tâche, sans dépendre des contributions hypothétiques des Mozarabes intégrés, de ce fait il ne convient pas de penser que toutes les constructions religieuses et toutes les réalisations artistiques soient dues majoritairement à ces immigrés ruraux qui, d'autre part, arrivaient en précarité de moyens et de ressources. Il n’apparaît pas qu'ils étaient dans des conditions de mener à bien de grandes réalisations artistiques de leurs lieux d’origine.

## Critiques
Après la publication en 1897 de l'œuvre documentée dans quatre volumes « Historia de los mozárabes de España » de Francisco Javier Simonet, le professeur et chercheur Manuel Gómez-Moreno publia en 1917 une monographie sur les églises mozarabes (Las iglesias mozárabes).  C’est dans ces ouvrages qu’on attribue le caractère mozarabe aux églises construites dans les territoires chrétiens depuis la fin du IXe siècle jusqu'au début du XIe, et où on institue le terme « mozarabe » pour désigner cette forme d'architecture et tout l'art en rapport avec elle. La dénomination a eu du succès et c'est celle qui a été communément utilisée, bien que sans grande rigueur.
Le mozarabisme des églises que Manuel Gómez-Moreno traite dans son livre a été remis en cause par l'historiographie moderne. Elle avait déjà été remise en cause par José Camón Aznar, dans son livre « Arquitectura española del siglo X » il s'opposait déjà contre une telle interprétation, et après lui plusieurs chercheurs dont Isidro Bango Torviso se sont opposés à cette dénomination, au point que la tendance actuelle est orientée vers l'abandon de la dénomination d' « art mozarabe » et sa substitution par celle d'art de repeuplement pour se référer à cette période. 

Ainsi l'architecture mozarabe est restreinte à sa stricte définition, c'est-à-dire celle qui a été menée à terme par les Mozarabes en Espagne musulmane. Les historiens soulignent la difficulté à s'accorder autour d'un « art mozarabe », c'est-à-dire à en extraire un style. 

« C'est pratiquement sur les seuls monuments du Nord chrétien qu'il faut apprécier un art du Sud islamique. Sur les uniques restes du Xe siècle, que l'on est réduit à analyser un art systématiquement étouffé, puis méthodiquement détruit ou submergé dans le génocide culturel, ou même physique des chrétiens du Sud par les Almohavides  et les Almohades. Mais aussi un art éliminé avec la liturgie correspondante par une « romanisation » sans ménagement en ce XIe siècle qui vit, dans les royaumes chrétiens, le développement de la croisade d'Espagne, l'essor du pèlerinage jacobite, et l'implantation du monachisme clunysien »

Pour lui, l'influence mozarabe en Al Andalus ne peut s'apprécier qu'en tenant compte des questions politiques soulevées par l'iconoclasme, soulignant la présence de personnages au sommet des chapiteaux de la mosquée de Cordoue, caractéristiques du dernier agrandissement du temple par Al Mansour et qui peuvent passer tant pour des sages musulmans que pour des saints chrétiens.
Deux exemples sont connus de cette architecture :
- L'église de Bobastro, église rupestre qui se trouve au lieu-dit de Mesas de Villaverde, dans la commune de Ardales, province de Malaga, dont il reste seulement quelques ruines.
- L'église de Santa María de Melque, située près de La Puebla de Montalbán (Tolède). En ce qui concerne cette église il existe un doute dans sa filiation stylistique, elle a des caractéristiques wisigothes avec d'autres proprement mozarabes, quant à la date de fondation elle n’est pas clairement définie.

Quant à celles de San Miguel de Escalada, Peñalba de Santiago, Santo Tomás de las Ollas à Ponferrada on reconnaît une influence mozarabes. Elles se trouvent, et ce n’est certainement pas un hasard, sur le Camino francés. Il faut aussi noter l’église de Santa Maria de Lebeña sur le Chemin du Nord ou de la Côte, et le Monastère de San Juan de la  Peña, sur le Camino aragones.
L'influence est sensible dans les arts mineurs et la peinture, surtout connue par les enluminures de manuscrits, comme en témoignent la Biblia Hispalense et la Biblia Complutense, du Xe siècle.